# Ceresium zeylanicum
Ceresium zeylanicum là một loài bọ cánh cứng trong họ Cerambycidae.